# Piri Reis

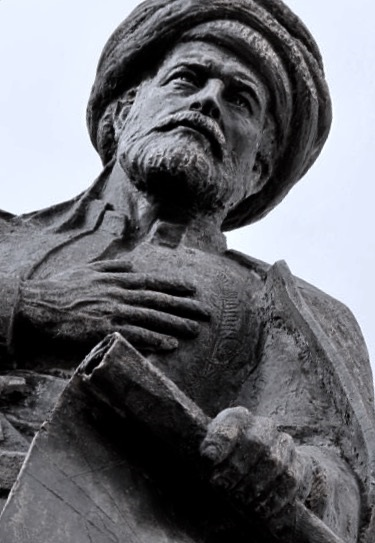
Standbeeld van Piri Re'is

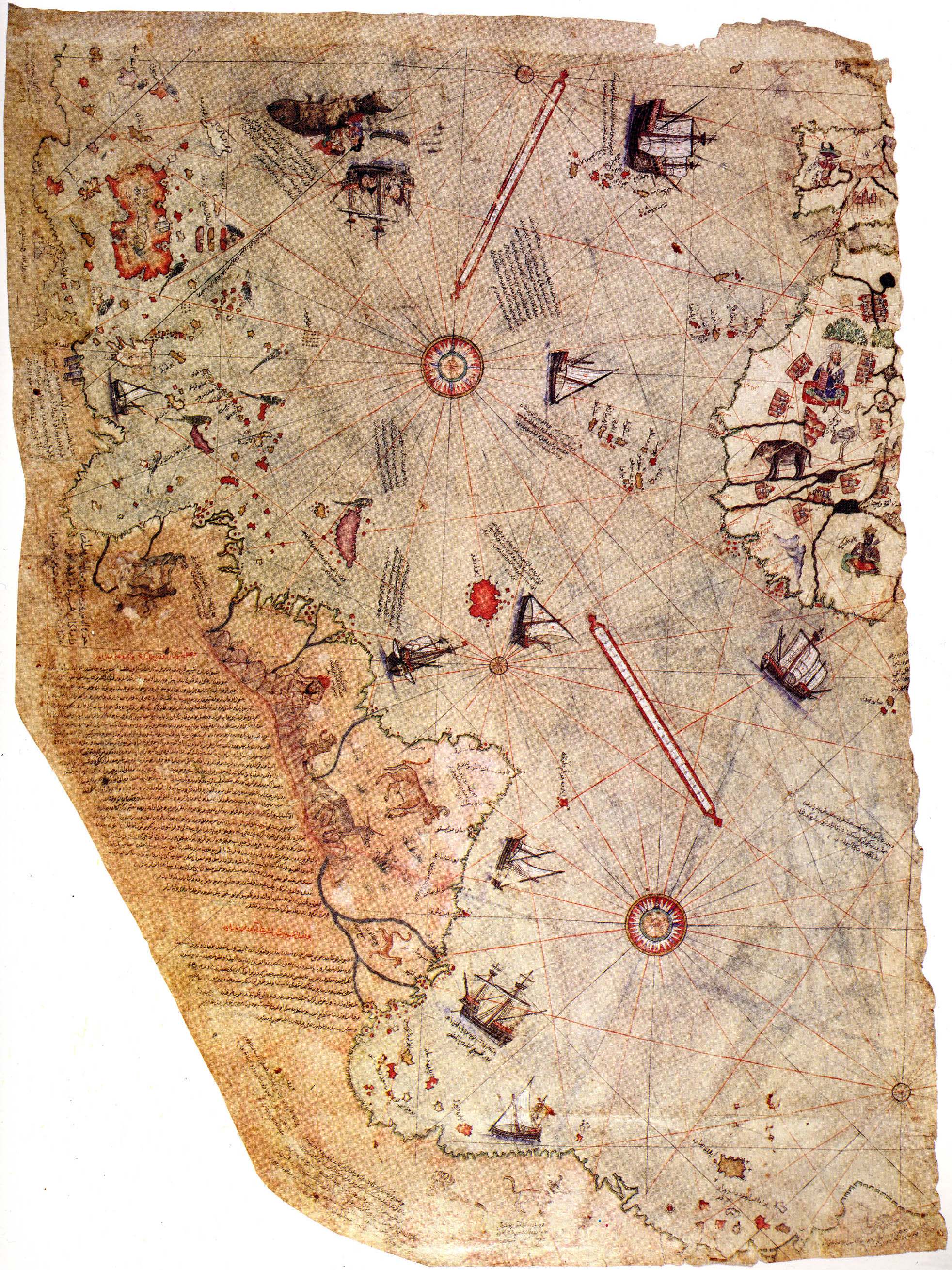
Wereldkaart door Piri Re'is

Piri Reis (volledige naam Hadji Muhiddin Piri Ibn Hadji Mehmed) was een Ottomaans zeevaarder, navigator en cartograaf. Hij werd in Gallipoli geboren tussen 1465 en 1470 en stierf in 1554 of 1555.
Piri Reis werd geboren tussen 1465 en 1475 in Gallipoli met de naam van Muhiddin Pin. Zijn vader was Haci Mehmet en een van zijn ooms was Kemal Reis, een roemruchte kaper en later admiraal (reis) van de vloot van de sultan.
Afkomstig uit een plaats en een familie met een lange zeevaarttraditie, monsterde hij als twaalfjarige aan bij zijn oom en voer veertien jaar. Veel van wat hij waarnam, legde hij vast in zijn Kitab-ı Bahriye (Zeevaarthandboek), vaak kortweg Bahriye genoemd. Voor de zeevaarder was dit een handboek en overlevingsgids, van een kwaliteit die pas driehonderd jaar later werd geëvenaard, door de Britse admiraliteit.
In 1490 deed hij mee aan de evacuatie van de moslimbevolking van Granada, waaraan ook Kemal Reis en andere Ottomaanse en Egyptische kapers deelnamen. Tezelfdertijd bracht hij de westelijke Middellandse Zeekust gedetailleerd in kaart, ter aanvulling van zijn eerdere kaarten van de Egeïsche zee en de Noord-Afrikaanse kusten. Hij stelde ook zeeslagen van zijn tijd te boek.
Van 1500 tot 1502 onderscheidde hij zich als bevelhebber in een succesvolle campagne tegen de republiek Venetië. Na de dood van zijn oom, in een slag waaraan Piri niet deelnam, trok hij zich in Gallipoli terug en begon hij te werken aan het samenstellen van zijn Kitab-ı Bahriye. 
In 1513 stelde hij de wereldkaart samen, die vandaag de dag bekend is als de Piri Reis-kaart, zijn beroemdste werk. In 1516 voer hij met de vloot van de sultan uit tegen het Egyptische Mammelukkensultanaat Caïro. Tijdens deze succesvolle campagne voer hij de Nijl op tot aan Caïro, daarbij ook weer een gedetailleerde kaart makend. Bij zijn terugkeer presenteerde hij zijn wereldkaart aan de Ottomaanse sultan en keerde terug naar Gallipoli om zijn aantekeningen toe te voegen aan de Bahriye. Onder Suleyman de Grote, die de troon in 1520 besteeg, nam Piri deel aan verscheidene succesvolle campagnes en werd hij als gids benoemd voor grootvizier Ibrahim Pasja. Die spoorde hem in 1526 aan om een kopie van zijn Bahriye te maken. 
In 1547 werd hij door sultan Suleiman de Grote benoemd to kapitein van de Indische vloot. In 1550 veroverde hij het fort van Muscat op de Portugezen. Hij bevocht de Portugezen op zijn tocht naar Hormuz, en keerde terug naar Basra voor reparaties aan zijn vloot. In een conflict met de gouverneur-generaal van Basra werd hij beschuldigd van plichtsverzuim en op bevel van Suleiman de Grote onthoofd.
Zijn scherpe waarnemingsvermogen en kennis van verscheidene talen hielpen hem enorme hoeveelheden informatie verzamelen. Hoewel hij zelf niet zo ver reisde als zijn tijdgenoten Columbus, Magellaan of Dias verwerkte hij een aantal van hun ontdekkingen in een geschreven erfenis die door weinigen wordt geëvenaard.
De Piri Reis-kaart werd door hem getekend in 1513 op gazellehuid en wordt momenteel in het Topkapı-paleis/museum in Istanboel tentoongesteld.
Op deze oude kaart staan al gebieden getekend die Christoffel Columbus nog geen twintig jaar eerder had ontdekt. Controverse is ontstaan, doordat er bezuiden Afrika land ingetekend staat. De historicus Charles Hapgood vatte dit op als de kustlijn van Antarctica, wat aanleiding heeft gegeven tot speculaties over aan "vergeten" of "verloren" beschavingen ontleende of toegedichte kennis.